# Mircea-Adrian Ichim
Mircea-Adrian Ichim (n. 1944 - d. 1993) a fost un deputat român în legislatura 1992-1996, ales în județul Giurgiu pe listele PDSR. După decesul său, deputatul Mircea-Adrian Ichim a fost înlocuit de deputata Chiriaca Sârbu.